# Ana Jotta
Ana Jotta, née en 1946 à Lisbonne au Portugal, est une artiste plasticienne portugaise.

## Biographie
De 1965 à 1968, Ana Jotta étudie à l'École des Beaux Arts de Lisbonne. De 1969 à 1973, elle poursuit ses études à l’École nationale supérieure des arts visuels de La Cambre à Bruxelles. De 1976 à 1979, elle est décoratrice et travaille pour le théâtre et le cinéma. Elle s'engage dans le domaine des arts visuels dans les années 1980. 
Elle explore tous les champs artistiques : peinture, sculpture, installation, son, photographie. Elle travaille également avec des techniques artisanales comme la couture, la broderie et la poterie. Ses projets sont extrêmement variés, elle invente des formes nouvelles et inattendues pour chacune de ses expositions. 
Deux grandes rétrospectives sont consacrées à son travail : Rua Ana Jotta au Museu Serralves à Porto, 2005 et A Conclusão da Precedente au Culturgest à Lisbonne, en 2014. 

## Principales expositions
- Drawing Center, New York, 1994
- Sagacho Exhibit Space, Tokyo, 1997
- Centro Galego de Arte Contemporánea (en), Saint Jacques de Compostelle, 2004 [6]
- Le Plateau, Paris, 2006[7]
- Biennale de Liverpool, 2016 [8]
- Malmö Konsthall, Malmö, 2019 [9]
- Culturgest (pt)Porto, 2016[10]
- Crédac, Ivry, 2016[11]
- Musée Berardo, Lisbonne, 2020[12]
- Keijiban, Kanazawa, 2021[13]
- Festival d'Automne, Paris, 2022[14]

## Collections publiques et privées
Deux œuvres d'Ana Jotta sont acquises dans la collection du Cnap, Centre national des Arts Plastiques, trois autres sont référencées dans la collection des Frac, Fonds Régionaux d'Arts Contemporains.